# Ewals Cargo Care

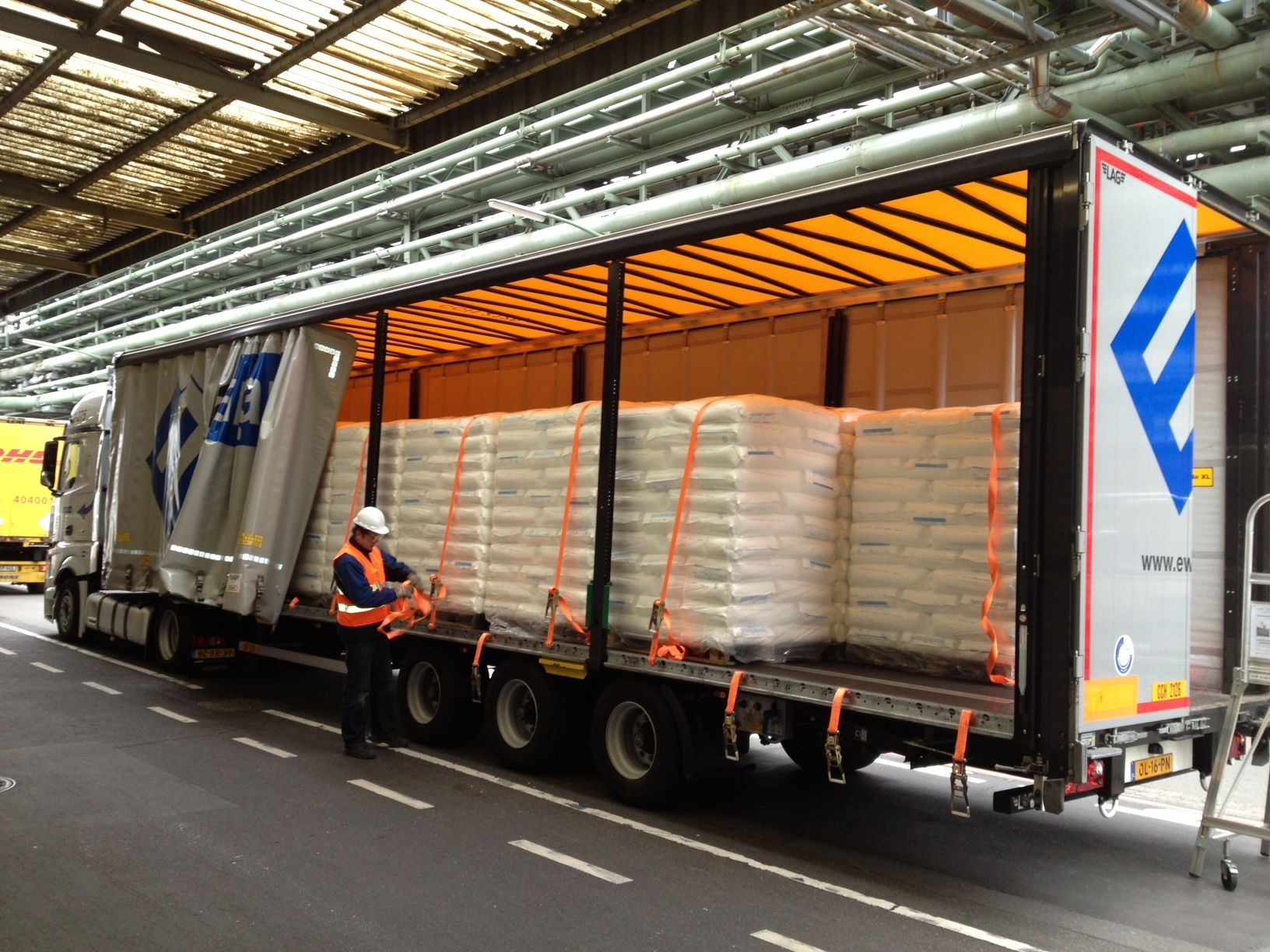
Vrachtwagen met Megatrailer van Ewals Cargo Care

Ewals Cargo Care is een Nederlands transportbedrijf met vestigingen in 14 landen. De hoofdvestiging van het bedrijf is gelegen in het Limburgse Tegelen. 
Ewals Transport werd in 1906 opgericht door Alfons Ewals.
In de jaren vijftig en zestig breidde Ewals zich uit naar Duitsland. Vanwege de groei van de staal- en chemische industrie tijdens de naoorlogse wederopbouw, overtroffen de transportdiensten van en naar Duitsland de verwachtingen in die jaren. In 1974 begon het bedrijf met het verzenden van diensten naar het Verenigd Koninkrijk. Ladingen voor klanten zoals Vauxhall, Ford en KNP vormden de basis voor een nieuwe, snelgroeiende service.
Eind jaren zeventig verhuisde het bedrijf van de oude markt naar het terrein van een voormalige keramische fabriek aan de Tichlouwstraat. Op 17 juli 1983 ging dit pand door een grote brand geheel verloren.
In 1984 werden niet-begeleide RoRo-diensten geïntroduceerd tussen het VK en Nederland, België en Duitsland. De service werd omgedoopt tot Cargo Care.
In 1990 introduceerde Cargo Care de Megatrailer in samenwerking met de auto-industrie. Cargo Care begon twee jaar later met megatrailerdiensten tussen het VK en Zweden. Het vormde een geïntegreerde samenwerking met bestaande Ewalsdiensten van het continent.
In 1994 fuseerden Ewals Transport en Cargo Care en deden ze hun intrede in het kantoorgebouw aan de Ariënsstraat. De expertise van Ewals op het gebied van continentaal wegvervoer, vrachtbeheer en warehousing werd gecombineerd met de uitgebreide RoRo-services van Cargo Care tussen het VK, het continent en Scandinavië.
Sinds 1994 heeft het bedrijf een Europees netwerk van logistieke diensten ontwikkeld en is het de grootste exploitant van megatrailers in Europa. Het heeft de capaciteit om volle vrachten naar vele grote Europese fabrikanten te vervoeren, vooral in de automobielsector.
Tegen het jaar 2000, sinds de lancering van de Megatrailer in 1990, was de vloot van het bedrijf gegroeid tot 3000 trailers. De Mega Huckepack trailer werd in 2008 geïntroduceerd als een multimodale eenheid, weg-, spoor- of short-sea-eenheid. In de tussentijd, meer bepaald in 2004, richtte Ewals haar Control Tower op die inzette op het optimaliseren van (inbound en outbound georiënteerde) supply chains.
In 2011 won het bedrijf de Lean & Green Award voor het terugdringen van de CO2-uitstoot met 20% binnen vijf jaar. In juni 2011 werd het gecertificeerd als "Dun & Bradstreet Rating 1" (hoogste kredietwaardigheid met minimaal standaardrisico). In april 2013 is dit certificaat vernieuwd.
Door de ontwikkeling van TES (Tactical Engineering Solution), won het bedrijf de TLN Entrepreneur Award 2013 voor excellentie in ICT. In mei 2013 presenteerde het de Mega Huckepack XLS, die werd ontwikkeld en gepatenteerd in samenwerking met een klant. Deze trailer heeft versterkte zeilen en is een toonbeeld van bescherming en veiligheid van de vracht.
In 2017 opende Ewals nieuwe vestigingen en zette het in op een verdere uitbreiding van haar multimodale netwerk binnen Europa. In datzelfde jaar ging het bedrijf actief de dialoog aan met overheidsinstanties, alsook andere partijen binnen de logistieke markt en brancheorganisaties voor de legalisering van de Duo trailer op Nederlandse wegen. Deze combinatie lijkt op een extra lange variant van een LZV, waarbij één trekker twee reguliere trailers trekt, gekoppeld met een "dolly".
Ewals is ondertussen lid van de SEC (Super EcoCombi, formele naam van Duo trailer) Community, oftewel de werkgroep die ijvert voor de legalisering van de 32 meter lange combinatie.
Ewals heeft heden circa 2.550 werknemers in Nederland, Duitsland, België, Polen, Verenigd Koninkrijk, Italië, Tsjechië, Slowakije, Roemenië, Finland, Spanje, Bulgarije, Hongarije en Portugal. Het bedrijf bezit 700 vrachtwagens en kan over nog eens 1.350 trucks van partners beschikken. Voorts heeft het 4.400 opleggers.